# Raio radial
O raio radial é uma estrutura multi-unidade de proteína encontrada nos axonemas de cílios e flagelos eucariotas. Embora experiências têm determinado a importância do raio radial, a função adequada destes organelos, a sua estrutura e modo de acção permanecem pouco compreendidos.

## Localização celular e estrutura

O raio radial em um axonema em seção transversal

Os raios radiais são estruturas em forma de T presentes no interior do axonema. Cada raio é composto por uma "cabeça" e um "talo", enquanto cada uma dessas sub-estruturas é composta de várias subunidades da proteína. Em todos, o raio radial é conhecido por conter pelo menos 17 proteínas diferentes, com cinco localizada na cabeça de e pelo menos 12 que formam o caule. O caule liga-se ao túbulo-A de cada microtúbulo duplo externo, e o raio fica virado para o centro do axonema (ver ilustração ao lado).